# Sâncraiu Almașului
Sâncraiu Almașului – wieś w Rumunii, w okręgu Sălaj, w gminie Zimbor. W 2011 roku liczyła 219 mieszkańców.